# Mammillaria mammillaris
Mammillaria mammillaris là một loài thực vật có hoa trong họ Cactaceae. Loài này được (L.) H.Karst. mô tả khoa học đầu tiên năm 1886.

## Hình ảnh

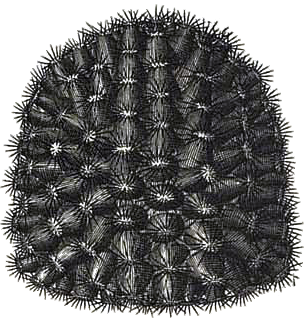
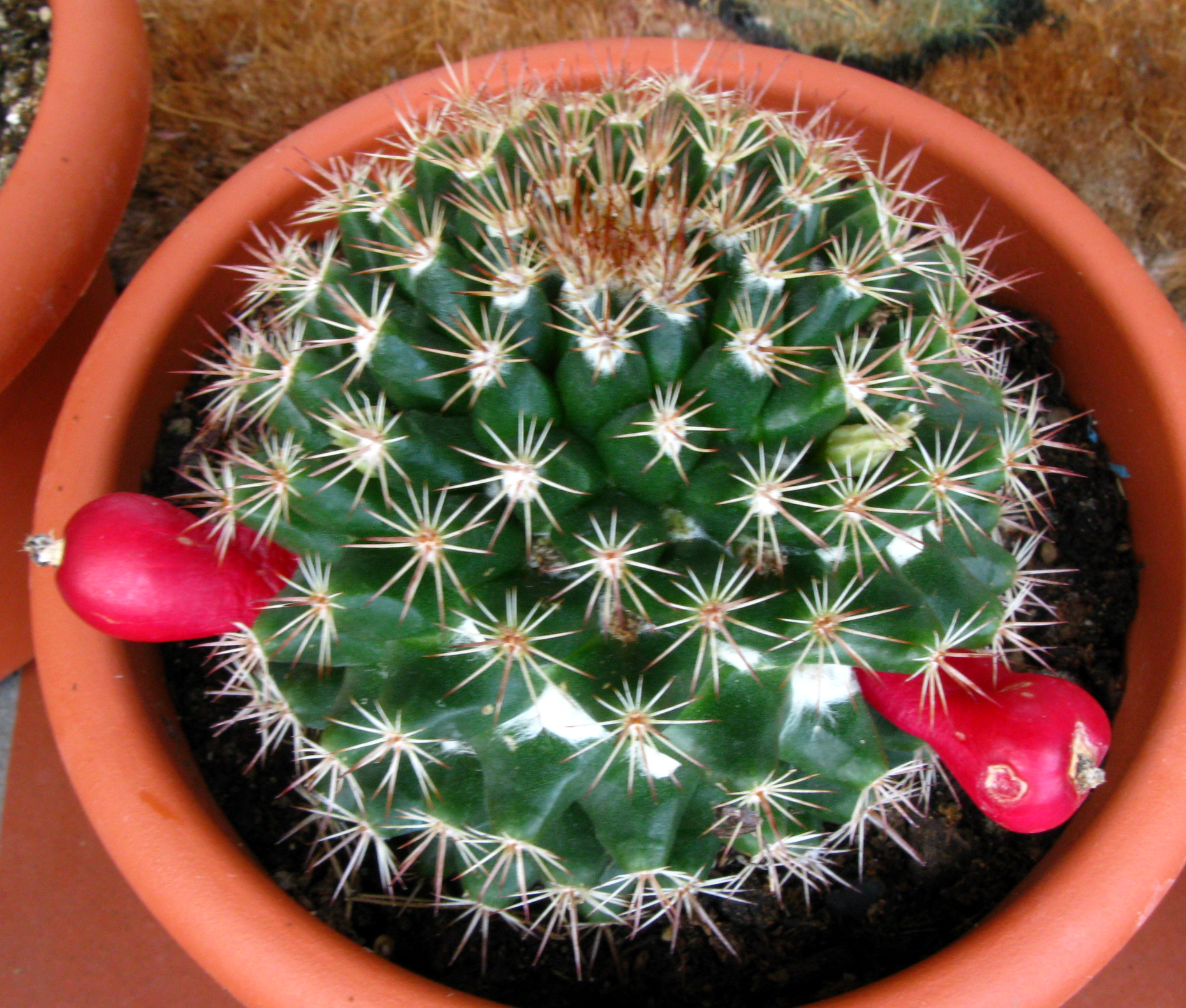
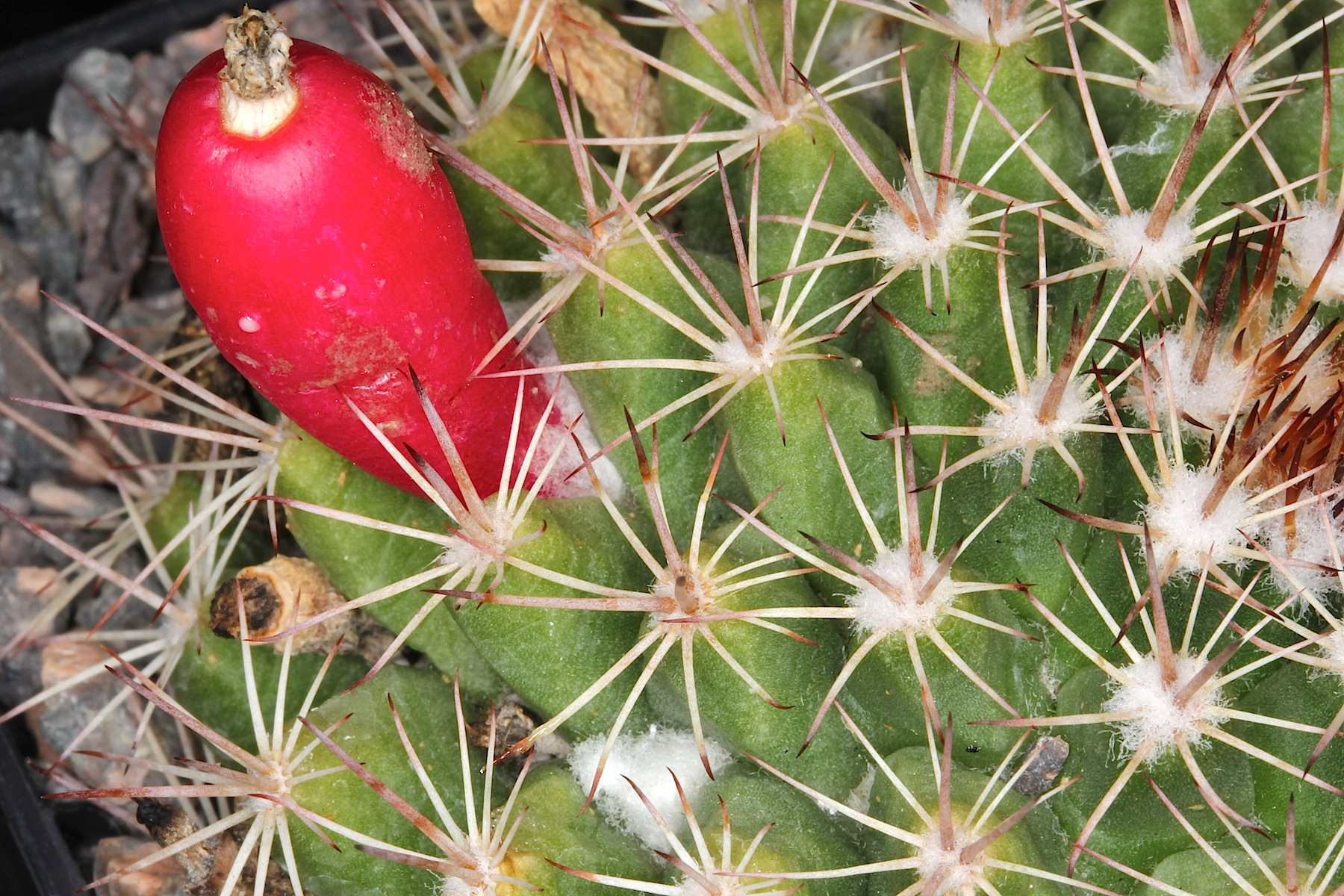